# مقاطعة أكلووسا (فلوريدا)
مقاطعة أكلووسا، فلوريدا (بالإنجليزية: Okaloosa County, Florida)‏ هي مقاطعة في ولاية فلوريدا الأمريكية.